# 存続
| ウィキペディアには「存続」という見出しの百科事典記事はありません（タイトルに「存続」を含むページの一覧/「存続」で始まるページの一覧）。 代わりにウィクショナリーのページ「存続」が役に立つかもしれません。 |